# آگوجاسراتوپس
آگوجاسراتوپس (به انگلیسی: Agujaceratops) (به معنی «گاو چهره»(گرفته شده از کلمه Aguja)) سرده ای از تیره شاخ‌چهرگان و کلاد دایناسورها بود که در اواخر کرتاسه و دوره زمین‌شناسی کامپانین می‌زیست. فسیل‌های این سرده، در تگزاس یافت شد. دو گونه از این سرده تا کنون شناخته شده‌اند، Agujaceratops mariscalensis و A. mavericus نام دارند.

## کشف و نامگذاری

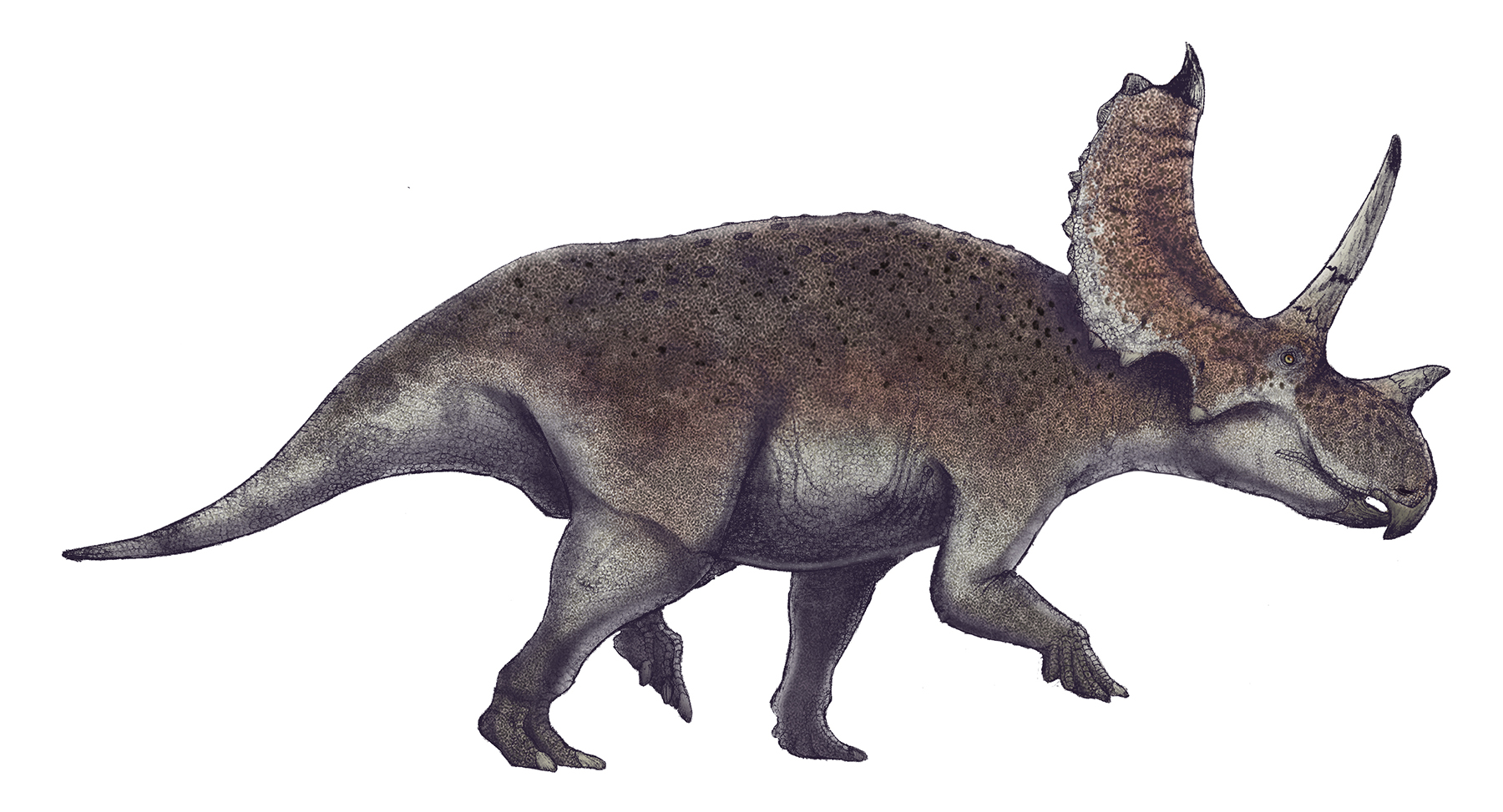
ترمیم گاو چهره

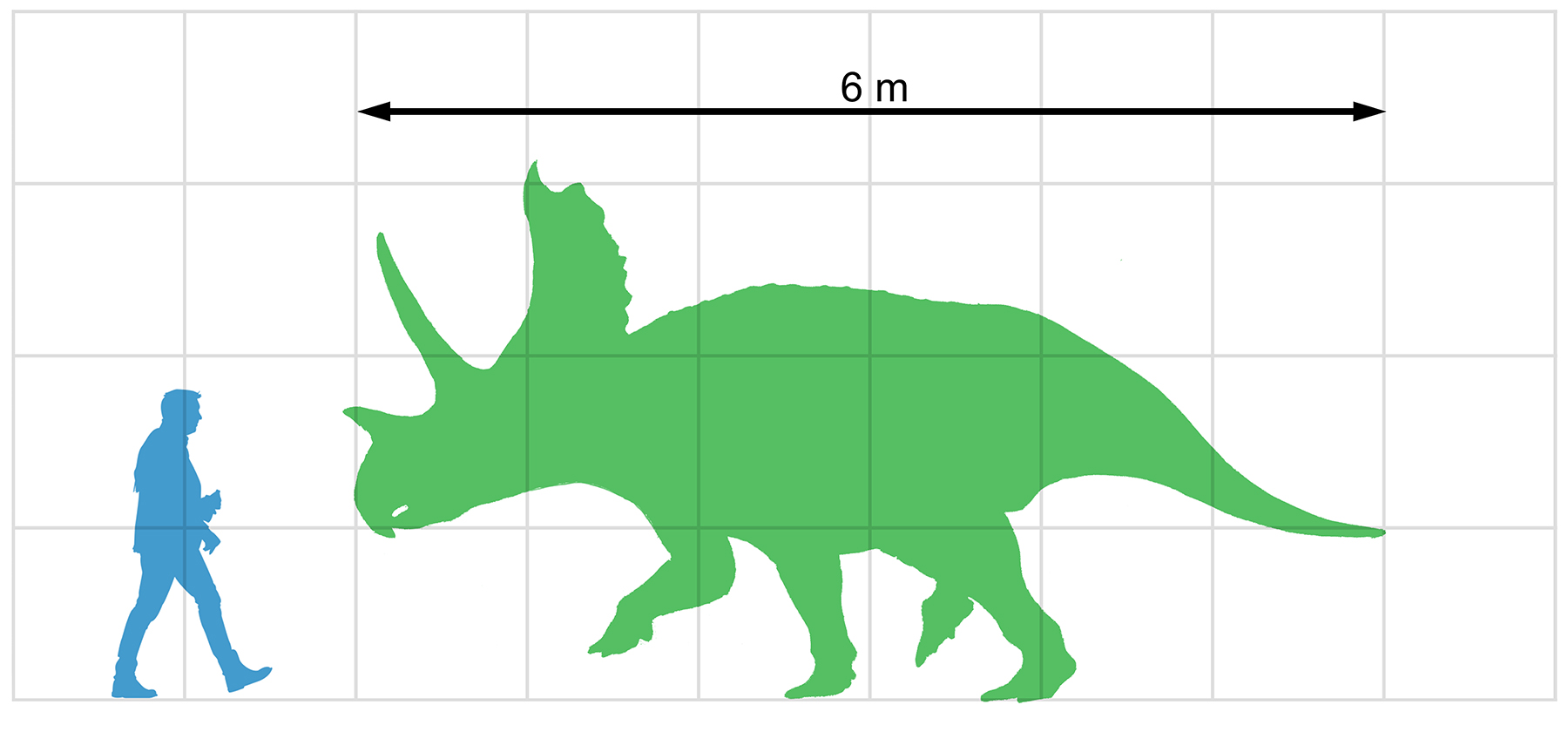
مقایسه اندازه گاو چهره با انسان

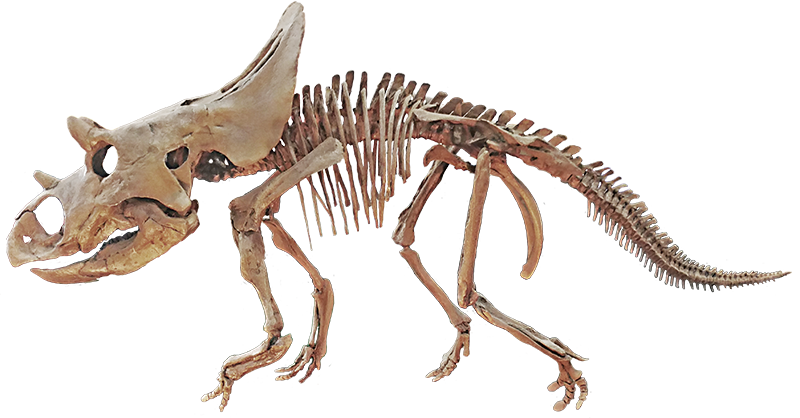
اسکلت سرهم شده گاو چهره در کلرادو

در سال ۱۹۳۸، سه بستر استخوان دایناسور حفاری شد و مواردی از شاخ چهرگان توسط ویلیام استرین در پارک ملی بیگ بند ایالت تگزاس یافت و جمع‌آوری شد که قسمتی از جمجمه، قسمتی از شاخ، فک بالایی و فک پایین (تا مدت‌ها در نظر گرفته نمی‌شد) را شامل می‌شد. این اکتشافات، توسط لمان در سال ۱۹۸۹ مورد مطالعه قرار گرفت و کزموسور مالسالنسیس نامگذاری شد. تمام نمونه‌های گاو چهره، با قدمت حدود ۷۷میلیون سال، در پارک ملی بیگ بند و شهر بروستر یافت شدند. نمونه‌های دیگر از جاهای دیگر در غرب تگزاس از جمله یک جمجمه تقریباً کامل کشف شد.
در ابتدا توسط لمن در سال ۱۹۸۹ به عنوان گونه ای از کزموسور توصیف شد. تجزیه و تحلیل بعدی منجر به قرار دادن سرده در تیره خود شد. گاو چهره توسط لوکاس جی. اسپنسر، رابرت م. سالیوان و آدریان هانت در سال ۲۰۰۶ نامگذاری شد و گونه برتر آن Agujaceratops mariscalensis مشخص شد.
بعداً، لمان و همکارانش مجدداً از اکتشافات حاصل شده از گاو چهره بازدید کردند و تنوع قابل توجهی در آنها یافتند. آنها جمجمه کشف شده‌ای را که در خارج از بستر استخوان یافت شده بود را گونه ای جدید، با نام Agujaceratops mavericus توصیف کردند.

## شرح
گاو چهره یک دایناسور شاخدار نسبتاً بزرگ بود. از نظر داشتن شاخ کوتاه بر روی بینی، شاخ‌های بالای چشم بلند و یک پره طولانی که توسط شاخک‌های کوچک به شکل دایره درآمده بود، بسیار مشابه جمجه گونه‌های پنتاسراتوپس بود. قسمت بالای این منحنی دارای یک بریدگی قوی است، که در پنتاسراتوپس و کزموسور هم به‌طور مشترک وجود دارد. دو شاخ بالای چشم در این گونه، (که به راحتی از نمای نیم رخ قابل تشخیص می‌باشد) کمی به سمت خود جانور خمیده‌است. اما در عوض شاخ بالای بینی به سمت بیرون چرخیده.